# Рихлинд
Рихлинд (на немски: Richlind, Reginlint, Richlinde, * 948; † вероятно след 1007) от род Лиудолфинги, е херцогиня на Швабия.

## Произход
Тя е дъщеря на Лиудолф († 957) херцог на Швабия и крал на Италия през 956 – 957 г. и внучка на император Ото I Велики.

## Фамилия
Тя се омъжва за Куно от Йонинген, от 982 г. като Конрад I херцог на Швабия от род Конрадини. Тя има с Конрад най-малко шест деца:
- Лиутолд, laicus
- Конрад, laicus
- Херман II († 4 май 1003), 996 Dux, 997 херцог на Швабия, 1002/1003 кандидат при кралските избори; ∞ 986 Герберга Бургундска († 7 юли 1019, или 1018), дъщеря на Конрад III (Pacificus), херцог на Бургундия (Велфи), вдовица на граф Херман от графство Верл
- Ита († сл. 16 октомври 1000), ∞ граф Рудолф II фон Алтдорф (Велфи)
- дъщеря, ∞ сл. 1011 Владимир I Святославич, Свети Владимир († 15 юли 1015), Велик княз на Киев (Рюриковичи, Рурикиди)
- Юдит, ∞ I NN (от Рейнфелден), ∞ II Адалберт граф на Метц, † 1033, (Матфриди)
- Куница, † 1020, ∞ Фридрих I, 1003/1027, граф на Дисен